# 汶上关帝庙
汶上关帝庙，位于山东省济宁市汶上县城区，是中华人民共和国山东省文物保护单位之一。
2006年12月7日，授予山东省文物保护单位，是一座古建筑。